# Bactrocera aenigmatica
Bactrocera aenigmatica är en tvåvingeart som först beskrevs av Malloch 1931.  Bactrocera aenigmatica ingår i släktet Bactrocera och familjen borrflugor. Inga underarter finns listade.